# Pierre Élie Ferrier
Pour les articles homonymes, voir Ferrier (homonymie) et PEF.
Ne doit pas être confondu avec Pierre-François Martin-Laval qui est aussi surnommé Pef,
 (janvier 2016).
Si vous disposez d'ouvrages ou d'articles de référence ou si vous connaissez des sites web de qualité traitant du thème abordé ici, merci de compléter l'article en donnant les références utiles à sa vérifiabilité et en les liant à la section « Notes et références ».
Pierre Élie Ferrier, dit Pef, est un auteur-illustrateur de littérature d'enfance et de jeunesse français, né le 20 mai 1939 à Saint-Jean-des-Vignes (Saône-et-Loire),.

## Biographie

### Jeunesse
Fils d'un instituteur qui, détaché auprès de la Ligue de l'enseignement  devint responsable national de l'UFOLEA (Union française des œuvres laïques d'éducation artistique et à ce titre le créateur de la salle de spectacle du théâtre Récamier) et d'une maîtresse d’école, Pierre Élie Ferrier a vécu toute son enfance dans les cours de récréation. Extrêmement marqué par la Seconde Guerre mondiale, et par la Libération de 1945, il gardera en mémoire ces événements toute sa vie, et les retranscrira à travers plusieurs œuvres et illustrations.
Pendant ses vacances à Saint-Gengoux-le-National, dans le Chalonnais, il se délecte des parties de pêche à la ligne dans la Grosne avec son père. Au lycée, il dessine en cours de philo et gagne le prix d’un concours organisé par le journal L'Éducation.

### Le journalisme
Au début de sa carrière de journaliste, il publie des dessins de presse dans Arts avec un autre débutant, Roland Topor. Il devient dessinateur et rédacteur du magazine bimensuel puis mensuel pour les enfants de 8 à 12 ans Franc-jeux, sous l'égide de la Ligue de l'enseignement (de 1963 à 1983?), il réalise des centaines de reportages et des bandes dessinées. Il dessine aussi pour l’industrie pharmaceutique, automobile, et imagine des méthodes de vente de cosmétiques. Il devient en 1976 rédacteur en chef de la revue Francs-jeux qui prend le titre de Virgule à partir de 1979. Il dessine pour l'hebdomadaire d'obédience communiste L'Humanité Dimanche vers 1964, puis dans les années 1980,.

### L'audiovisuel
En 1975, il rencontre la chanteuse Anne Sylvestre avec qui il réalise des disques pour les petits, ce qui lui vaut d’être remarqué par les éditeurs des livres pour enfants.
Avec Alain Serres, il réalise pour la télévision la série pour enfants des Pastagums, dont les épisodes de 13 minutes sont repris en petits volumes illustrés (Gallimard jeunesse).

### Animateur d’association
Pef accompagne ses parents notamment dans les stages d'été organisés par son père pour les animateurs de la Ligue de l'enseignement. Nourri de leur militantisme culturel (qui s'ajoutait à leur militantisme au PCF), acteur précoce de l’éducation populaire, il n’a jamais cessé d’être à l’écoute des enfants, passant autant de temps avec eux, en rencontres et en discussions, qu’à sa table de travail.
Avant d’être un auteur à succès, Pef est un écrivain et un dessinateur militant (dessin satirique de presse). Et parmi les artistes s’intéressant à l’enfance, il est « l’un de ceux qui ont le mieux compris que la bataille contre l’illettrisme était à mener par des actions parallèles à l’enseignement ». Il parcourt le monde, va en Finlande, au Québec, au Sénégal, en Guyane, en Nouvelle-Calédonie et y rencontre des enfants de tous les pays.

### L'auteur pour l'enfance et la jeunesse
Il publie pour les enfants une centaine d'albums illustrés, dont la tonalité varie souvent d'un grotesque aimable (Barbanouille) à un humour très tendre (Moi, ma grand-mère), en passant par la bouffonnerie et l'esprit d'enfance (Aux fous les pompiers), l'absurde (Histoire de l'éléphant qui voulait se marier avec une bicyclette), l'autodérision et la verve (Les amours de Frisolo, le remarquable taureau du Charolais) etc. Sa femme, l'artiste peintre Geneviève Ferrier, les met le plus souvent en couleur. L'un de ses grands succès est lié à la figure du Prince de Motordu dont les plaisantes aventures avant tout langagières mais retranscrites par des dessins inventifs sont déclinées en de nombreux volumes, le premier étant devenu un classique de l'enfance (La Belle Lisse Poire du prince de Motordu).

## Publications

### Auteur et illustrateur
- Moi, ma grand-mère, La Farandole, 1978.
- Les Amours de Frisolo, le remarquable taureau du Charolais, Messidor La Farandole, 1980.
- La Belle Lisse Poire du Prince de Motordu, Gallimard, 1980.
- Vert comme le Père Noël, La Farandole, 1981.
- Le Prince de Motordu, Gallimard, 1983.
- Aux fous les pompiers, La Farandole, 1984.
- Rendez-moi mes poux !, Gallimard, 1984.
- Noël père et fils, La Farandole, 1985.
- Barbanouille, Messinor La Farandole, 1986.
- Graine de calcaire, Édition Milan, 1987.
- Les peaux de Victor Gallimard, coll. Folio Cadet, 1988.
- C’est pas sorcière Gallimard, coll. Folio Cadet, 1988.
- La Caravelle d’El Aouina, La Farandole, 1989.
- Huit ans de violon, Gallimard, 1990 (cahier de musique autobiographique).
- Cet amour de Bernard, Gallimard, 1990.
- La Fête du sport, La Farandole, 1991.
- Contes comme la lune, Messidor la Farandole, 1991 (adaptation du Petit Chaperon Rouge).
- Histoire de l’éléphant qui voulait se marier avec une bicyclette, La Farandole, 1991.
- Un grand jour, La Farandole, 1991.
- Un étrange mariage, Nathan, 1991.
- Image y-es-tu ?, Gallimard, 1992.
- Monstre-moi, Albin Michel, 1992.
- Ma mère est un taureau, La Farandole, 1992.
- Chez le dentiste, Nathan, 1992.
- Le Monde à l’envers, Nathan, 1992.
- Jamais on n’a vu, Nathan, 1992.
- Enfants de papiers, Gallimard, 1993.
- Silence naturel, tout sur le cor humain, Gallimard, coll. Folio Cadet Bleu, 1993.
- Je m’appelle Adolphe, La Nacelle, 1994.
- Leçon de georavie, Gallimard, coll. Foliot Cadet Bleu, 1994.
- Bureau des ombres, Gallimard, 1994.
- Réponses bêtes à des questions idiotes, Gallimard, coll. Folio Cadet, 1995.
- Attrapoèmes Gallimard, 1995.
- Comptines coquines, Didier Jeunesse, 1995.
- Motordu est le frère Noël, Gallimard, coll. Folio Cadet Bleu, 1996.
- Motordu et son père Hoquet, Gallimard, 1997.
- Le petit Motordu, Gallimard, coll. Folio Benjamin, 1997.
- Motordu papa, Gallimard, coll. Folio Benjamin, 1997.
- Au loup tordu !, Gallimard, 1997.
- Moi j’ai horreur des gosses, Albin Michel jeunesse, 1998.
- Feux de détresse, Havas Poche, 1998.
- Il arrive qu’une cigogne..., Casterman, 1998.
- Fablier de cuisine, Lo Païs, 1998 (poésie, cuisine).
- Zappe la guerre, Rue du monde, 1998.
- Motordu as à la télé, Gallimard, 1998.
- Motordu et les petits hommes vers, Gallimard, 1998.
- Motordu au pas, au trot, au gras dos Gallimard, 1999.
- Motordu a pâle au ventre, Gallimard, 1999.
- Motordu et le fantôme du chapeau, Gallimard, coll. Folio Cadet Bleu, 1999.
- Tétine Ier, Gallimard, 1999.
- Au coiffeur Gallimard, 1999.
- Poétic-tac, Lo Païs, 1994.
- Le Livre de nattes, Gallimard, coll. Folio Cadet, 2000.
- Motordu sur la Botte d’Azur, Gallimard, coll. Foliot Cadet, 2000 (livre + cassette).
- Motordu champignon olympique, Gallimard, 2000 (livre + cassette).
- Les Hommes rouges, Gallimard, 2000.
- Les 20 ans de Motordu, Gallimard, 2000.
- Une si jolie poupée, 2001.
- Mon Père, mon théâtre de papier, Actes Sud Junior, 2002.
- Mimile de l’Aqueduc, Actes Sud Junior, 2002.
- Le Bûcheron furibond, Gallimard jeunesse, 2003.
- Liste générale de tous les enfants du monde entier, Rue du monde, 2003.
- Le Soleil sur la langue, Zoé, 2003.
- La Caravelle d'El Aouina, Rue du monde, 2006.
- Encyclopefdie, Gallimard Jeunesse, 2007.
- Ma guerre de cent ans, Gallimard, 2014.
- La Petite Princesse de Saint-Ex, Rue du monde, 2014.
- Petit éloge de la lecture, Gallimard, 2015.
- Petit éloge de lecteurs, Gallimard, 2017.
- Petit éloge de l'aéroplane, Gallimard, 2022.

### Illustrateur
- Jean-Côme Noguès, Le Mammouth et la Châtaigne, Éditions G. P., coll. « Spirale », no 267, 1977.
- Jacqueline et Claude Held, Une girafe à l’école, La Farandole, 1979.
- Claude-Rose et Lucien-Guy Touati, Encore du gruyère, La Farandole, 1981.
- Henriette Bichonnier, Le Monstre Poilu, Gallimard, Folio Benjamin, 1982.
- Claude Gutman, Toufdepoil, Bordas, coll. Aux 4 coins du temps, 1983.
- Susie Morgenstern, Oukélé la télé ?, Gallimard, Folio Cadet, 1984.
- Paul Thiès, Histoire farfelue d’un fameux éléphant, L’Amitié, 1985.
- Henriette Bichonnier, Le Roi des bons, Gallimard, Folio Benjamin, 1985.
- Benoît Déchelle, Ça coince, Le Mascaret, 1986.
- Christian Poslaniec, La soupe aux canards, Syros, coll. Croche-Patte, 1987.
- Christian Bruel, Premières nouvelles, le Sourire qui mord, 1988
- Elizabeth Auge, Le Guide de la Révolution, Hachette, 1989.
- Bernard Epin, Les Petits mots des petits mômes, La Farandole, 1990.
- Peter Härtling, Sophie fait des histoires, La Farandole, 1990; Havas Poche, 1997.
- Bernadette Costa, Dis non !, Syros, 1991.
- Alain Serres, La statue à cinq têtes, Corps Puce, 1991
- Claude Steiner, Le conte chaud et doux des chaudoudoux, Inter Editions, 1992.
- Geneviève Laurencin, Un dimanche noyé de grand-père, éd. Ouest-France, 1992.
- Alexis Ferrier, Sans blague, Le Seuil, 1993.
- Henriette Bichonnier, Le Roi qui n’arrêtait pas de bavarder, Rouge et Or, 1994.
- Geneviève Laurencin, Le Dimanche noyé de grand-père, Gallimard, 1994.
- Alain Serres, Les Pastagums, 6 titres, Gallimard, 1994.
- Bernadette Costa, Dis non !, Syros, 1994.
- Alain Serres, Le trésor sous l’école, Gallimard, 1994.
- Alain Serres, Bisous de la classe cailloux, Gallimard, 1994.
- Alain Serres, Correspondants surprises, Gallimard, 1994.
- Alain Serres, L’école de nuit, Gallimard, 1994.
- Alain Serres, Premier film, Gallimard, 1994.
- Alain Serres, Tempête sur la piscine, Gallimard, 1994.
- Alain Serres, Le trésor sous l’école, Gallimard, 1994.
- Claude Gutman, Pistolet souvenir, Havas, Pocket Junior, 1995.
- Nadine Brun-Cosme, Des pas dans mon ciel bleu, Casterman, coll. Huit et Plus, 1995.
- Criot, L’enfant et la santé, Casterman, 1995.
- F. Cayla, Manuel de magie, Seuil, 1995.
- Alain Serres, Le grand livre des droits de l'enfant, Rue du monde, 1996.
- Fanny Joly, Le Jour de Charlotte, Hatier, 1997, réédition 2001.
- Jean-Hugues Malineau, Dix Dodus dindons, Albin Michel, 1997.
- Claude Gutman, Danger, gros mots, Gallimard, 1998.
- Henriette Bichonnier, Pincemi, Pincemoi et la Sorcière, Gallimard, 1998.
- Henriette Bichonnier, Le Retour du Monstre poilu, Gallimard, Folio Benjamin, 1998.
- Paul Jennings, Le machin bidule court toujours, Gallimard, 1998.
- Geneviève Laurencin, Le dimanche noyé de Grand-Père, Gallimard Jeunesse, 1998 - Coll. Folio benjamin. (réédition)
- Vincent Haudiquet, Le Roi Raoul n’a plus de tartines, Tartamudo, 1999.
- Alain Serres, Le premier livre de mes droits d’enfant, Rue du monde, 1999.
- Gianni Rodari, Scoop !, coll. La maison aux histoires, Rue du monde, 1999.
- Jean-Hugues Malineau, Dix dodus dindons, Albin Michel, 1999, rééd.
- Bernard Loiseau, Je cuisine comme un chef, Albin Michel, 2000.
- Yves Prual, L’écho des colos, Didier jeunesse, 2000. (sélections de chansons autour des colonies de vacances )
- Yves Prual, Prout, prout cadet, Didier Jeunesse, 2000. (sélection de comptines autour du thème de la récération et de l’école)
- Christine Féret-Fleury, Moi, j’aime pas Halloween, Gallimard jeunesse, 2000.
- Anne Sylvestre, Fabulettes sans notes pour marmots et marmottes, Actes Sud junior, 2000.
- Anne Sylvestre, Fabulettes pour matelots et matelotes, Actes Sud Junior, 2000.
- Anne Sylvestre, Fabulettes sans notes pour matelots et matelotes, Actes Sud junior, 2000.
- Anne Sylvestre, Fabulettes sans notes pour sapins et épinettes, Actes Sud junior, 2000.
- Daniel Picouly, On lit trop dans ce pays, coll. La maison aux histoires, Rue du monde, 2000.
- Fanny Joly, L’enquête de Charlotte, Hatier, 2001.Parascolaire.
- Anne Sylvestre, La petite Josette, Actes Sud Junior, 2001.
- Henriette Bichonnier, La Maison éléphant, Gallimard, 2001.
- Geneviève Noël, A la poursuite du sac vert, Bayard Centurion, 2001.
- Jo Hoestlandt, Miranda, reine du cirque, Bayard, 2001.
- Didier Daeninckx, Il faut désobéir, Les trois secrets d'Alexandra, tome 1, coll. Histoire d'Histoire, Rue du monde, 2002.
- Gudule, Au secours, Tartamudo, 2002.
- Didier Daeninckx, Un violon dans la nuit, Les trois secrets d'Alexandra, tome 2, coll. Histoire d'Histoire, Rue du monde, 2003.
- Henriette Bichonnier, Le Dragon dégoûtant, Gallimard, 2003
- Henriette Bichonnier, La Petite princesse en colère, Gallimard jeunesse, 2004.
- Henriette Bichonnier, Quand le serpent avait mille pattes et autres histoires farabuleuses, De la Martinière jeunesse, 2004.
- Christian Poslaniec, L'Ogrionne Anorexique, Les Editions du Ricochet, 2004.
- Didier Daeninckx, Viva la liberté !, Les trois secrets d'Alexandra, tome 3, coll. Histoire d'Histoire, Rue du monde, 2004.
- Alain Serres, Mon école à nous !, coll. La maison aux histoires, Rue du monde, 2005.
- Bertrand Solet, La mer en vrai, coll. Histoire d'Histoire, Rue du monde, 2005.
- Alain Serres, Tous en grève ! Tous en rêve !, coll. Histoire d'Histoire, Rue du monde, 2008.
- Ouvrage collectif, Le grand livre pour sauver la planète, Rue du monde, 2009.
- Alain Serres, Travailler moins pour lire plus, Rue du monde, 2010.
- Bernard Chambaz, Petit Charlie deviendra Charlot, Rue du monde, 2011.
- Alain Serres, J'ai oublié ma poésie, coll. La maison aux histoires, Rue du monde, 2012.
- Philippe Meirieu, Korczak, pour que vivent les enfants, coll. Grands Portraits, Rue du monde, 2012.
- Yvon Le Men, En fin de droits, éditions Bruno Doucey, 2014
- Didier Daeninckx : Maudite soit la guerre, éditions Rue du Monde, 2014, Prix du roman historique - Blois 2016

### Auteur
- Vent latéral, ill. de Frédéric Clément, La Farandole, 1989.

## Adaptations pour la scène
Le Prince de Motordu a fait l'objet de plusieurs adaptations théâtrales en France, notamment au théâtre Charles Dullin au Grand Quevilly en 2011, au théâtre Michel Galabru en 2011 et aux Bouffes-Parisiens en 2012

## Distinctions et honneurs

### Décoration
- Chevalier de la Légion d'honneur par décret du 15 janvier 2025, au titre de « auteur-illustrateur de littérature d'enfance et de jeunesse ; 62 ans de services. »[17]

### Récompenses
- 1986 : (international) « Honour List »[18] de l' IBBY, catégorie Illustration, pour La belle lisse poire du Prince de Motordu
- 1991 : "Mention" Prix critique en herbe, Foire du livre de jeunesse de Bologne[19] (Italie) pour son ouvrage jeunesse  Histoire de l'éléphant qui voulait se marier avec une bicyclette
- 2017 : Prix Joël Sadeler[20] pour Attrapoèmes

### Hommages
- En 2013, après consultation de la population de Saint-Ouen-sur-Seine, il a été décidé de nommer l'école primaire de la rue Albert Dhalenne école Pef. La rue attenante a aussi été baptisée rue du Prince de Motordu[21].

- L'école de Charrecey en Saône-et-Loire porte également le nom de l'auteur.